# تيم سيمبسون
تيم سيمبسون (بالإنجليزية: Tim Simpson)‏ هو لاعب غولف أمريكي، ولد في 6 مايو 1956 في أتلانتا في الولايات المتحدة.

## وصلات خارجية
- تيم سيمبسون على موقع رابطة لاعبي الغولف المحترفين (الإنجليزية)
- تيم سيمبسون على موقع رابطة اليابان للاعبي الغولف المحترفين (الإنجليزية)
- تيم سيمبسون على موقع التصنيف العالمي الرسمي للغولف (الإنجليزية)
- تيم سيمبسون على موقع قاعة جورجيا للمشاهير الرياضية (مؤرشف) (الإنجليزية)